# Thryssa purava
Thryssa purava är en fiskart som först beskrevs av Hamilton 1822.  Thryssa purava ingår i släktet Thryssa och familjen Engraulidae. Inga underarter finns listade i Catalogue of Life.